# Kroatische Badmintonmeisterschaft 2015
Die Kroatische Badmintonmeisterschaft 2015 fand vom 31. Januar bis zum 1. Februar 2015 in Nedelišće statt.

## Medaillengewinner
| Disziplin    | Gold                               | Silber                              | Bronze                        |
| ------------ | ---------------------------------- | ----------------------------------- | ----------------------------- |
| Herreneinzel | Zvonimir Đurkinjak                 | Zvonimir Hölbling                   | Filip Špoljarec               |
| Herreneinzel | Zvonimir Đurkinjak                 | Zvonimir Hölbling                   | Igor Čimbur                   |
| Dameneinzel  | Maja Pavlinić                      | Matea Čiča                          | Dorotea Sutara                |
| Dameneinzel  | Maja Pavlinić                      | Matea Čiča                          | Katarina Galenić              |
| Herrendoppel | Filip Špoljarec Zvonimir Đurkinjak | Igor Čimbur Zvonimir Hölbling       | Filip Jagar Neven Rihtar      |
| Herrendoppel | Filip Špoljarec Zvonimir Đurkinjak | Igor Čimbur Zvonimir Hölbling       | Matija Hranilović Luka Vlahek |
| Damendoppel  | Matea Čiča Staša Poznanović        | Katarina Galenić Maja Pavlinić      | Inga Sadaić Ela Trstenjak     |
| Damendoppel  | Matea Čiča Staša Poznanović        | Katarina Galenić Maja Pavlinić      | Dora Drvodelić Lucija Trgovac |
| Mixed        | Zvonimir Hölbling Matea Čiča       | Zvonimir Đurkinjak Staša Poznanović | Igor Čimbur Katarina Galenić  |
| Mixed        | Zvonimir Hölbling Matea Čiča       | Zvonimir Đurkinjak Staša Poznanović | Filip Špoljarec Maja Pavlinić |